# Matriz de integración tecnológica
La matriz de integración tecnológica (TIM por sus siglas en inglés Technology Integration Matrix) es una herramienta descriptiva empleada para analizar el nivel de tecnología que está siendo aplicado en una clase. Permite a los docentes evaluar el nivel de integración de las tecnologías de la información y la comunicación aplicado en sus clases.

#### Contexto
El modelo TIM fue creado por el Florida Center for Instructional Technology (FCIT) en el año 2003, gracias al programa de “Mejora de la educación a través de la tecnología”. En 2010 surgió la segunda versión del modelo. En esta nueva versión los descriptores de la matriz fueron revisados y ampliados, y se agregaron vídeos con ejemplos para materias como Lenguaje, Matemáticas, Física y Quimíca. En 2019 surgió la tercera versión, que incluyó pequeñas mejoras con respecto a la versión anterior. Para el desarrollo de la versión original y las subsecuentes versiones de TIM, se realizaron estudios de usabilidad, grupos focales de educadores y pruebas de campo.
El modelo TIM realizado por el FCIT fue adaptado por un centro de K-12 de Arizona. A esta versión se la conoce como Arizona TIM.

## Definición
La herramienta TIM es una tabla donde las columnas representan el nivel de tecnología implementado en el currículum educativo, mientras que en las filas se sitúan las características de la clase durante el proceso de aprendizaje. La combinación de las columnas y filas crea un total de 25 celdas.
|                  | Entrada | Adopción | Adaptación | Inyección | Transformación |
| ---------------- | ------- | -------- | ---------- | --------- | -------------- |
| Activo           | a11     |          |            |           |                |
| Colaborativo     |         |          |            |           |                |
| Constructivo     |         |          |            |           |                |
| Auténtico        |         |          |            |           |                |
| Dirigido a metas |         |          |            |           |                |

## Niveles de integración de tecnología
Estos niveles fueron adaptados a partir de los hallados en el estudio de Apple de 1995: Aulas del Mañana (ACOT). Para FCIT (2011) los cinco niveles de integración de la tecnología se definen de la siguiente forma:
- Entrada: La tecnología se utiliza para desarrollar el contenido curricular.
- Adopción: Se trata del punto de partida donde la labor docente sirve de guía en el inicio proceso de integración de la tecnología que va a ser utilizada.
- Adaptación: El docente fomenta la adaptación de herramientas basadas en software para permitir a los estudiantes a trabajar con las herramientas y adaptarlas a sus preferencias.
- Inyección: El docente orienta y facilita constantemente recursos para entender, aplicar, analizar y evaluar actividades de aprendizaje.
- Transformación: El docente construye un ambiente facilitador del aprendizaje donde la opción del aprendizaje semi presencial (blended learning) cobra protagonismo para los estudiantes no iniciados en labores de investigación, debates actividades, proyectos a través del contenido curricular.

## Características
De acuerdo con el FCIT, las cinco características de los ambientes de aprendizaje son las siguientes:
- Activo: los estudiantes están activamente comprometidos con el uso de la tecnología como herramienta, no es una mera forma de recibir información pasiva.
- Colaborativo: los estudiantes usan la tecnología para colaborar con otros.
- Constructivo: los estudiantes usan las herramientas tecnológicas para construir conocimiento.
- Auténtico: los estudiantes aplican la tecnología en la resolución de problemas reales que les afectan como miembros de la sociedad en la era digital.
- Dirigido a metas: los estudiantes usan las herramientas tecnológicas para investigar, fijar objetivos, planear actividades, monitorizar el progreso y evaluar el proceso

El modelo TIM busca garantizar un ambiente enriquecido en actividades, propuestas, investigaciones así como una correcta participación y comunicación de los alumnos a través de diferentes medios.
Las competencias, habilidades, objetivos, conocimientos, actitudes e inserción de la tecnología no se pueden separar del plan de estudios, ya que estas fomentan y ayudan en la apropiación tecnológica de los docentes para garantizar el uso continuado de las TIC en cada uno de los apartados del currículo educativo.
El modelo tecno-pedagógico TIM se apoyará en dos teorías antecedentes: conectivismo y constructivismo. De este modo, el aprendizaje y el conocimiento se fundamentan en la diversidad de perspectivas, donde se considera al aprendizaje como una cadena de interconexiones especializadas en una información en concreto, y donde el proceso enseñanza-aprendizaje puede no estar mediado por personas, utilizándose únicamente las TIC.
Permite elaborar y definir algunas herramientas de evaluación como: encuestas de usos tecnológicos, encuestas de percepción o la herramienta de observación TIM-O que está diseñada para guiar a los directores, profesores y otros especialistas a la hora evaluar el nivel de inserción de la tecnología dentro de una unidad didáctica en concreto. La integración de las TIC depende del conocimiento y la habilidad del docente y/o estudiantes para aplicar y desarrollar el uso de la tecnología dentro del currículum.